# Goederenregister van de graaf van Dale
Het goederenregister van de graaf van Dale is een eigendomsregister waarvan de kern teruggaat tot 1188. De lijst is echter alleen bewaard gebleven in een laat-dertiende-eeuws afschrift waarin latere toevoegingen zijn verwerkt.
Het afschrift bevindt zich in het diversorium van bisschop Frederik van Blankenheim in het archief van de Utrechtse bisschoppen in het Het Utrechts Archief.

## De graaf van Dale
De graaf van Dale uit de titel is Hendrik van Dale. Hij was de eigenaar van onder andere Huis Dahl aan de Lippe bij Bork. Door zijn huwelijk met Regenwize van Diepenheim was hij bovendien eigenaar van de heerlijkheid Diepenheim en de onderhorige goederen.

## Goederen
De lijst begint met de goederen die hun pacht direct aan de graaf zelf betaalden. Dit betrof vooral goederen rond het Huis Dahl in de kerspelen Bork en Ottmarsbocholt in Westfalen, rond Ankum en Bersenbrück, rond Huis Diepenheim in Twente en de Achterhoek en goederen in de Dodewaard, de Tielerwaard en de Bommelerwaard.
Pachten werden hoofdzakelijk betaald in graan: tarwe, rogge, haver en gerst. Daarnaast is er incidenteel sprake van bonen, erwten en vlas. Andere soorten pacht waren hoenders, eieren, rammen, kaas of boter. Ook werd vaak een deel van de pacht in geld betaald. Eén boerderij betaalde met aardewerk.
Andere erven betaalden de (waarschijnlijk derde of vierde) garve.
Daarna volgt een lijst van de leengoederen en de dienstmangoedgoederen. Het gebied waar deze goederen lagen was zeer uitgestrekt: in het huidige Nederland waren er goederen in Gelderland rond kasteel Heumen, tussen Waal en Rijn, op de Veluwe, in het graafschap Zutphen, bij Deventer en Zwolle, in de Achterhoek en Twente. In het huidige Duitsland lagen er goederen rond Xanten aan de Rijn en Bersenbrück aan de Hase en het gehele gebied ertussen.
Aan het slot volgt een lijst van de borgmanslenen, de bona castellanye van Huis Diepenheim die overwegend in Twente en de Achterhoek lagen.

## Herkomst van de goederen
Het goederenbezit van graaf Hendrik van Dale en Regenwize valt goeddeels te herleiden tot de bezittingen van hun verschillende voorouders.
Graaf Hendrik van Dale was een zoon van Gerard van Henegouwen en een kleinzoon van Boudewijn III van Henegouwen en Yolanthe van Gelre. Uit Yolanthes erfgoed kwam het bezit van de comitatus Dodenwaard en Dahl.
Hendriks moeder was Hadewich van Ravensberg. Ook van haar kwamen waarschijnlijk de goederen bij Bersenbrück en Vechta.
Regenwize was de erfdochter van de heerlijkheid Diepenheim na het overlijden van haar vader Wolbertus van Diepenheim waardoor de uitgebreide goederen in Twente en de Achterhoek in handen van de graven van Dale kwamen.

## Oorspronkelijke schrijver en datering
Volgens de inleiding van de goederenlijst zelf is deze in 1188 opgeschreven door Everardus, de kapelaan van graaf Hendrik I van Dale, voor graaf Hendrik en diens vrouw Regenwize van Diepenheim met als doel het voor de graaf en zijn nazaten makkelijker te maken inkomsten, goederen en contracten terug te vinden.
Uit hetzelfde jaar is ook een akte betreffende de verdeling van de goederen Wecelinus geheten Spakebich opgenomen.
De lijst is later van toevoegingen voorzien. De namen van de weinige leenmannen die met name worden genoemd worden in de dertiende eeuw geplaatst. Algemeen wordt echter aangenomen dat de kern van de lijst daadwerkelijk uit 1188 dateert.

## Verkoop Diepenheim
In 1331 verkochten Kunegunde van Dale (kleindochter van Otto II van Dale en Kunigunde van Bronckhorst) en haar tweede echtgenoot Willem van Boxtel de heerlijkheid Diepenheim aan de bisschop van Utrecht. Naar aanleiding hiervan is de goederenlijst in bezit van de bisschop gekomen.

## Uitgaven
In de achttiende eeuw publiceerde de Overijsselse rechtsgeleerde Jan Willem Racer de goederenlijst in zijn Overijsselsche Gedenkstukken. Zijn transcriptie was echter niet foutloos. Friedrich Philippi (1853-1930) en W.A.F. Bannier publiceerden in 1904 een verbeterde transcriptie. Hieraan gaat een inleiding van Philippi vooraf.

## Geschiedkundige betekenis
De lijst is van historische betekenis omdat het voor verscheidene plaatsen in Oost-Nederland de eerste vermelding betekent. In 1988 vierden diverse plaatsen, zoals Eibergen en Neede, dan ook hun 800-jarige bestaan.

### Nederlandse plaatsen vermeld in het goederenregister
- Aalten
- Almen
- Bemmel (?)
- Bentelo
- Biel
- Brammelo
- Delden
- Deventer
- Diepenheim
- Dodewaard
- Doetinchem
- Eibergen
- Enschede
- Enter

- Geesteren (Gelderland)
- Goor
- Groenlo
- Haaksbergen
- Haarlo
- Haerst
- Hemmen (Gelderland) (?)
- Hengevelde
- Heumen
- Herike
- Hupsel
- Lempel
- Lochem
- Mallem

- Markelo
- Meteren (?)
- Neede
- Oele
- Oldenzaal
- Rheden
- Rijssen
- Stokkum (Hof van Twente)
- Usselo
- Vragender
- Warnsveld
- Wisch
- Wortrheden
- Zwolle